# 2024-es Formula–1 abu-dzabi nagydíj
Az abu-dzabi nagydíj a 2024-es Formula–1 világbajnokság huszonnegyedik, és egyben utolsó futama volt, amelyet 2024. december 6. és december 8. között rendeztek meg a Yas Marina Circuit versenypályán, Abu-Dzabiban.

## Választható keverékek
| Abroncs              | Friss | Használt |
| -------------------- | ----- | -------- |
| Kemény keverék (C3)  |       |          |
| Közepes keverék (C4) |       |          |
| Lágy keverék (C5)    |       |          |
| Átmeneti esőgumi (I) |       |          |
| Teljes esőgumi (W)   |       |          |

## Szabadedzések

### Első szabadedzés
Az abu-dzabi nagydíj első szabadedzését december 6-án, péntek délelőtt tartották, magyar idő szerint 10:30-tól.
| helyezés | versenyző        | csapat/motor                 | elért idő | különbség | futott kör |
| -------- | ---------------- | ---------------------------- | --------- | --------- | ---------- |
| 1        | Charles Leclerc  | Ferrari                      | 1:24,321  |           | 19         |
| 2        | Lando Norris     | McLaren-Mercedes             | 1:24,542  | +0,221    | 25         |
| 3        | Lewis Hamilton   | Mercedes                     | 1:24,806  | +0,485    | 27         |
| 4        | George Russell   | Mercedes                     | 1:25,165  | +0,844    | 27         |
| 5        | Pierre Gasly     | Alpine-Renault               | 1:25,333  | +1,012    | 24         |
| 6        | Nico Hülkenberg  | Haas-Ferrari                 | 1:25,373  | +1,052    | 23         |
| 7        | Franco Colapinto | Williams-Mercedes            | 1:25,382  | +1,061    | 24         |
| 8        | Kevin Magnussen  | Haas-Ferrari                 | 1:25,444  | +1,123    | 25         |
| 9        | Felipe Drugovich | Aston Martin Aramco-Mercedes | 1:25,471  | +1,150    | 22         |
| 10       | Sergio Pérez     | Red Bull Racing-Honda RBPT   | 1:25,483  | +1,162    | 26         |
| 11       | Fernando Alonso  | Aston Martin Aramco-Mercedes | 1:25,504  | +1,183    | 23         |
| 12       | Liam Lawson      | RB-Honda RBPT                | 1:25,563  | +1,242    | 27         |
| 13       | Valtteri Bottas  | Kick Sauber-Ferrari          | 1:25,611  | +1,290    | 23         |
| 14       | Ryō Hirakawa     | McLaren-Mercedes             | 1:25,874  | +1,553    | 19         |
| 15       | Isack Hadjar     | Red Bull Racing-Honda RBPT   | 1:25,877  | +1,556    | 22         |
| 16       | Csou Kuan-jü     | Kick Sauber-Ferrari          | 1:25,921  | +1,600    | 23         |
| 17       | Ivasza Ajumu     | RB-Honda RBPT                | 1:26,121  | +1,800    | 24         |
| 18       | Arthur Leclerc   | Ferrari                      | 1:26,179  | +1,858    | 23         |
| 19       | Jack Doohan      | Alpine-Renault               | 1:26,304  | +1,983    | 24         |
| 20       | Luke Browning    | Williams-Mercedes            | 1:26,519  | +2,198    | 22         |

### Második szabadedzés
Az abu-dzabi nagydíj második szabadedzését december 6-án, péntek délután tartották, magyar idő szerint 14:00-tól.
| helyezés | versenyző        | csapat/motor                 | elért idő | különbség | futott kör |
| -------- | ---------------- | ---------------------------- | --------- | --------- | ---------- |
| 1        | Lando Norris     | McLaren-Mercedes             | 1:23,517  |           | 25         |
| 2        | Oscar Piastri    | McLaren-Mercedes             | 1:23,751  | +0,234    | 28         |
| 3        | Nico Hülkenberg  | Haas-Ferrari                 | 1:23,979  | +0,462    | 27         |
| 4        | Carlos Sainz Jr. | Ferrari                      | 1:24,099  | +0,582    | 28         |
| 5        | Lewis Hamilton   | Mercedes                     | 1:24,119  | +0,602    | 28         |
| 6        | Charles Leclerc  | Ferrari                      | 1:24,201  | +0,684    | 27         |
| 7        | Valtteri Bottas  | Kick Sauber-Ferrari          | 1:24,230  | +0,713    | 24         |
| 8        | Kevin Magnussen  | Haas-Ferrari                 | 1:24,235  | +0,718    | 24         |
| 9        | Alexander Albon  | Williams-Mercedes            | 1:24,269  | +0,752    | 21         |
| 10       | Cunoda Júki      | RB-Honda RBPT                | 1:24,497  | +0,980    | 28         |
| 11       | Liam Lawson      | RB-Honda RBPT                | 1:24,503  | +0,986    | 25         |
| 12       | Pierre Gasly     | Alpine-Renault               | 1:24,517  | +1,000    | 27         |
| 13       | George Russell   | Mercedes                     | 1:24,534  | +1,017    | 23         |
| 14       | Sergio Pérez     | Red Bull Racing-Honda RBPT   | 1:24,555  | +1,038    | 27         |
| 15       | Csou Kuan-jü     | Kick Sauber-Ferrari          | 1:24,557  | +1,040    | 23         |
| 16       | Fernando Alonso  | Aston Martin Aramco-Mercedes | 1:24,574  | +1,057    | 25         |
| 17       | Max Verstappen   | Red Bull Racing-Honda RBPT   | 1:24,598  | +1,081    | 26         |
| 18       | Lance Stroll     | Aston Martin Aramco-Mercedes | 1:24,686  | +1,169    | 29         |
| 19       | Jack Doohan      | Alpine-Renault               | 1:24,961  | +1,444    | 26         |
| 20       | Franco Colapinto | Williams-Mercedes            | 1:25,265  | +1,748    | 10         |

### Harmadik szabadedzés
Az abu-dzabi nagydíj harmadik szabadedzését december 7-én, szombat délelőtt tartották, magyar idő szerint 11:30-tól.
| helyezés | versenyző        | csapat/motor                 | elért idő | különbség | futott kör |
| -------- | ---------------- | ---------------------------- | --------- | --------- | ---------- |
| 1        | Oscar Piastri    | McLaren-Mercedes             | 1:23,433  |           | 16         |
| 2        | Lando Norris     | McLaren-Mercedes             | 1:23,626  | +0,193    | 15         |
| 3        | Lewis Hamilton   | Mercedes                     | 1:23,823  | +0,390    | 18         |
| 4        | Max Verstappen   | Red Bull Racing-Honda RBPT   | 1:23,844  | +0,411    | 17         |
| 5        | Carlos Sainz Jr. | Ferrari                      | 1:23,871  | +0,438    | 21         |
| 6        | George Russell   | Mercedes                     | 1:24,075  | +0,642    | 18         |
| 7        | Nico Hülkenberg  | Haas-Ferrari                 | 1:24,093  | +0,660    | 14         |
| 8        | Kevin Magnussen  | Haas-Ferrari                 | 1:24,094  | +0,661    | 14         |
| 9        | Charles Leclerc  | Ferrari                      | 1:24,098  | +0,665    | 20         |
| 10       | Sergio Pérez     | Red Bull Racing-Honda RBPT   | 1:24,283  | +0,850    | 17         |
| 11       | Cunoda Júki      | RB-Honda RBPT                | 1:24,343  | +0,910    | 18         |
| 12       | Alexander Albon  | Williams-Mercedes            | 1:24,378  | +0,945    | 15         |
| 13       | Pierre Gasly     | Alpine-Renault               | 1:24,408  | +0,975    | 17         |
| 14       | Jack Doohan      | Alpine-Renault               | 1:24,434  | +1,001    | 16         |
| 15       | Fernando Alonso  | Aston Martin Aramco-Mercedes | 1:24,453  | +1,020    | 19         |
| 16       | Valtteri Bottas  | Kick Sauber-Ferrari          | 1:24,479  | +1,046    | 16         |
| 17       | Liam Lawson      | RB-Honda RBPT                | 1:24,519  | +1,086    | 19         |
| 18       | Lance Stroll     | Aston Martin Aramco-Mercedes | 1:24,531  | +1,098    | 20         |
| 19       | Csou Kuan-jü     | Kick Sauber-Ferrari          | 1:24,668  | +1,235    | 16         |
| 20       | Franco Colapinto | Williams-Mercedes            | 1:24,766  | +1,333    | 14         |

## Időmérő edzés
| helyezés | rajtszám | versenyző        | csapat/motor                 | 1. rész  | 2. rész  | 3. rész  | rajthely | futott kör |
| -------- | -------- | ---------------- | ---------------------------- | -------- | -------- | -------- | -------- | ---------- |
| 1        | 4        | Lando Norris     | McLaren-Mercedes             | 1:23,682 | 1:23,098 | 1:22,595 | 1        | 16         |
| 2        | 81       | Oscar Piastri    | McLaren-Mercedes             | 1:23,640 | 1:23,199 | 1:22,804 | 2        | 16         |
| 3        | 55       | Carlos Sainz Jr. | Ferrari                      | 1:23,487 | 1:22,985 | 1:22,824 | 3        | 16         |
| 4        | 27       | Nico Hülkenberg  | Haas-Ferrari                 | 1:23,722 | 1:23,040 | 1:22,886 | 7        | 17         |
| 5        | 1        | Max Verstappen   | Red Bull Racing-Honda RBPT   | 1:23,516 | 1:22,998 | 1:22,945 | 4        | 15         |
| 6        | 10       | Pierre Gasly     | Alpine-Renault               | 1:23,548 | 1:23,086 | 1:22,984 | 5        | 18         |
| 7        | 63       | George Russell   | Mercedes                     | 1:23,678 | 1:23,283 | 1:23,132 | 6        | 19         |
| 8        | 14       | Fernando Alonso  | Aston Martin Aramco-Mercedes | 1:23,794 | 1:23,268 | 1:23,196 | 8        | 19         |
| 9        | 77       | Valtteri Bottas  | Kick Sauber-Ferrari          | 1:23,481 | 1:23,341 | 1:23,204 | 9        | 15         |
| 10       | 11       | Sergio Pérez     | Red Bull Racing-Honda RBPT   | 1:23,559 | 1:23,379 | 1:23,264 | 10       | 18         |
| 11       | 22       | Cunoda Júki      | RB-Honda RBPT                | 1:23,735 | 1:23,419 |          | 11       | 12         |
| 12       | 30       | Liam Lawson      | RB-Honda RBPT                | 1:23,733 | 1:23,472 |          | 12       | 12         |
| 13       | 18       | Lance Stroll     | Aston Martin Aramco-Mercedes | 1:23,729 | 1:23,784 |          | 13       | 14         |
| 14       | 16       | Charles Leclerc  | Ferrari                      | 1:23,302 | 1:23,833 |          | 19       | 12         |
| 15       | 20       | Kevin Magnussen  | Haas-Ferrari                 | 1:23,632 | 1:23,877 |          | 14       | 11         |
| 16       | 23       | Alexander Albon  | Williams-Mercedes            | 1:23,821 |          |          | 18       | 6          |
| 17       | 24       | Csou Kuan-jü     | Kick Sauber-Ferrari          | 1:23,880 |          |          | 15       | 6          |
| 18       | 44       | Lewis Hamilton   | Mercedes                     | 1:23,887 |          |          | 16       | 7          |
| 19       | 43       | Franco Colapinto | Williams-Mercedes            | 1:23,912 |          |          | 20       | 6          |
| 20       | 61       | Jack Doohan      | Alpine-Renault               | 1:24,105 |          |          | 17       | 6          |

## Futam
| helyezés | rajtszám | versenyző        | csapat/motor                 | futott kör | idő/kiesés oka   | rajthely | pont |
| -------- | -------- | ---------------- | ---------------------------- | ---------- | ---------------- | -------- | ---- |
| 1        | 4        | Lando Norris     | McLaren-Mercedes             | 58         | 1:26:33,291      | 1        | 25   |
| 2        | 55       | Carlos Sainz Jr. | Ferrari                      | 58         | +5,832           | 3        | 18   |
| 3        | 16       | Charles Leclerc  | Ferrari                      | 58         | +31,928          | 19       | 15   |
| 4        | 44       | Lewis Hamilton   | Mercedes                     | 58         | +36,483          | 16       | 12   |
| 5        | 63       | George Russell   | Mercedes                     | 58         | +37,538          | 6        | 10   |
| 6        | 1        | Max Verstappen   | Red Bull Racing-Honda RBPT   | 58         | +49,847          | 4        | 8    |
| 7        | 10       | Pierre Gasly     | Alpine-Renault               | 58         | +1:12,560        | 5        | 6    |
| 8        | 27       | Nico Hülkenberg  | Haas-Ferrari                 | 58         | +1:15,554        | 7        | 4    |
| 9        | 14       | Fernando Alonso  | Aston Martin Aramco-Mercedes | 58         | +1:22,373        | 8        | 2    |
| 10       | 81       | Oscar Piastri    | McLaren-Mercedes             | 58         | +1:23,821        | 2        | 1    |
| 11       | 23       | Alexander Albon  | Williams-Mercedes            | 57         | +1 kör           | 18       |      |
| 12       | 22       | Cunoda Júki      | RB-Honda RBPT                | 57         | +1 kör           | 11       |      |
| 13       | 24       | Csou Kuan-jü     | Sauber-Ferrari               | 57         | +1 kör           | 15       |      |
| 14       | 18       | Lance Stroll     | Aston Martin Aramco-Mercedes | 57         | +1 kör           | 13       |      |
| 15       | 61       | Jack Doohan      | Alpine-Renault               | 57         | +1 kör           | 17       |      |
| 16       | 20       | Kevin Magnussen  | Haas-Ferrari                 | 57         | +1 kör           | 14       |      |
| 17       | 30       | Liam Lawson      | RB-Honda RBPT                | 55         | fékek            | 12       |      |
| Ki       | 77       | Valtteri Bottas  | Sauber-Ferrari               | 30         | baleseti sérülés | 9        |      |
| Ki       | 43       | Franco Colapinto | Williams-Mercedes            | 26         | motorhiba        | 20       |      |
| Ki       | 11       | Sergio Pérez     | Red Bull Racing-Honda RBPT   | 0          | ütközés          | 10       |      |